# كويني أشتون
كويني أشتون (بالإنجليزية: Queenie Ashton)‏ هي ممثلة أسترالية، ولدت في 1903 في لندن في المملكة المتحدة، وتوفيت في 21 أكتوبر 1999 في Carlingford, New South Wales ‏ في أستراليا.

## وصلات خارجية
- كويني أشتون على موقع IMDb (الإنجليزية)
- كويني أشتون على موقع أول موفي (الإنجليزية)
- كويني أشتون على موقع قاعدة بيانات الفيلم (الإنجليزية)
- كويني أشتون على موقع كينوبويسك (الروسية)